# Maxut Žumajev
Maxut Sagintajevič Žumajev (* 1. ledna 1977, Fjodorovka, Kazašská SSR) je kazašský horolezec. V roce 2011 se stal 30. člověkem, jemuž se podařilo vystoupit na všech 14 osmitisícovek. Stačilo mu k tomu 10 let. V roce 2001 vystoupil na svůj první osmitisícový vrchol Gašerbrum I a na poslední chybějící K2 vystoupil v srpnu 2011 ve věku 34 let. Je čtvrtým nejmladším člověkem, jemuž se podařil výstup na všechny osmitisícovky, zároveň je také třináctým, jemuž se to podařilo bez použití umělého kyslíku. Jeho spolulezcem na osmitisícovkách je Vasilij Pivcov.

## Vyznamenání
- Řád cti – 2011

## Úspěšné výstupy na osmitisícovky
- 2001 Gašerbrum I (8068 m)
- 2001 Gašerbrum II (8035 m)
- 2002 Kančendženga (8586 m)
- 2002 Šiša Pangma (8013 m)
- 2003 Nanga Parbat (8125 m)
- 2003 Broad Peak (8047 m)
- 2004 Makalu (8465 m)
- 2005 Čo Oju (8201 m)
- 2006 Dhaulágirí (8167 m)
- 2006 Annapurna (8091 m)
- 2007 Mount Everest (8849 m)
- 2008 Manáslu (8163 m)
- 2010 Lhoce (8516 m)
- 2011 K2 (8611 m)

## Další úspěšné výstupy
- 2000 Chan Tengri (7010 m)
- 2000 Chan Tengri (7010 m)
- 2002 Pik Lenina (7134 m)
- 2004 Chan Tengri (7010 m)
- 2008 Chan Tengri (7010 m)
- 2011 Chan Tengri (7010 m)